# بهروزه
بهروزه خانم سومین زن شاه اسماعیل یکم و همسر صیغه‌ای او بود.

## زندگی
بهروزه سومین  همسر صیغه‌ای شاه اسماعیل بود. شاه همچنان برای همسر دیگرش تاجلی احترام و عشق فراوانی زیادی قائل بود. 
وی پس از جنگ چالدران توسط عثمانیان به همراه تاجلی (همسر عقدی و ملکه وقت در زمان  شاه اسماعیل) اسیر شد. پس از چندی تاجلی بیگم از عثمانی گریخت، اما بهروزه همچنان اسیر ماند تا آنکه او را به قاضی استانبول شوهر دادند، اما بهروزه در استانبول شورشی به پا کرد و در همان زمان تاجلی همراه با منصور (از قزلباشان) به عثمانی رفت تا از سلطان عثمانی خواهش کند که بهروزه را آزاد کند و سلطان هم این خواسته را قبول کرد.